# Géorgiques (Démocrite)
Pour les articles homonymes, voir Géorgiques (homonymie).
Les Géorgiques (en grec ancien Γεωργικα / Geôrgika, « agriculture », ou Περι Γεωργικιας / Peri Geôrgika, « Sur l'agriculture ») est le titre d'un traité sur l'agriculture écrit au IIIe siècle av. J.-C. Il circula dès l'antiquité sous le nom du philosophe Démocrite d'Abdère mais il a en fait été composé par Bolos de Mendès.
Ce traité, maintenant perdu, était célèbre dans l'antiquité et influença la plupart des agronomes postérieurs notamment romains. Columelle en cite explicitement quelques passages dans son De re rustica.

## Sources
- Columelle, De re rustica [lire en ligne] (IX, 12, 5 ; IX, 14, 6 ; XI, 3, 2).
- (de + grc) H. Diels, Die Fragmente der Vorsokratiker (XIII, 1).